# Felix z Orsini-Rosenbergu
Hrabě Felix z Orsini-Rosenbergu (německy Felix Graf von Orsini und Rosenberg, 22. června 1846 Maria-Loretto u Klagenfurtu – 15. července 1905 Čakovec) byl rakouský šlechtic a generál rakousko-uherské armády. V armádě sloužil od roku 1865, působil jako štábní důstojník a v císařské vojenské kanceláři, uplatnil se také jako diplomat. Jako posádkový velitel několik let sloužil v Čechách, v armádě nakonec dosáhl hodnosti polního podmaršála (1897). Krátce před smrtí zastával funkci zemského velitele v Chorvatsku (1905).

## Životopis

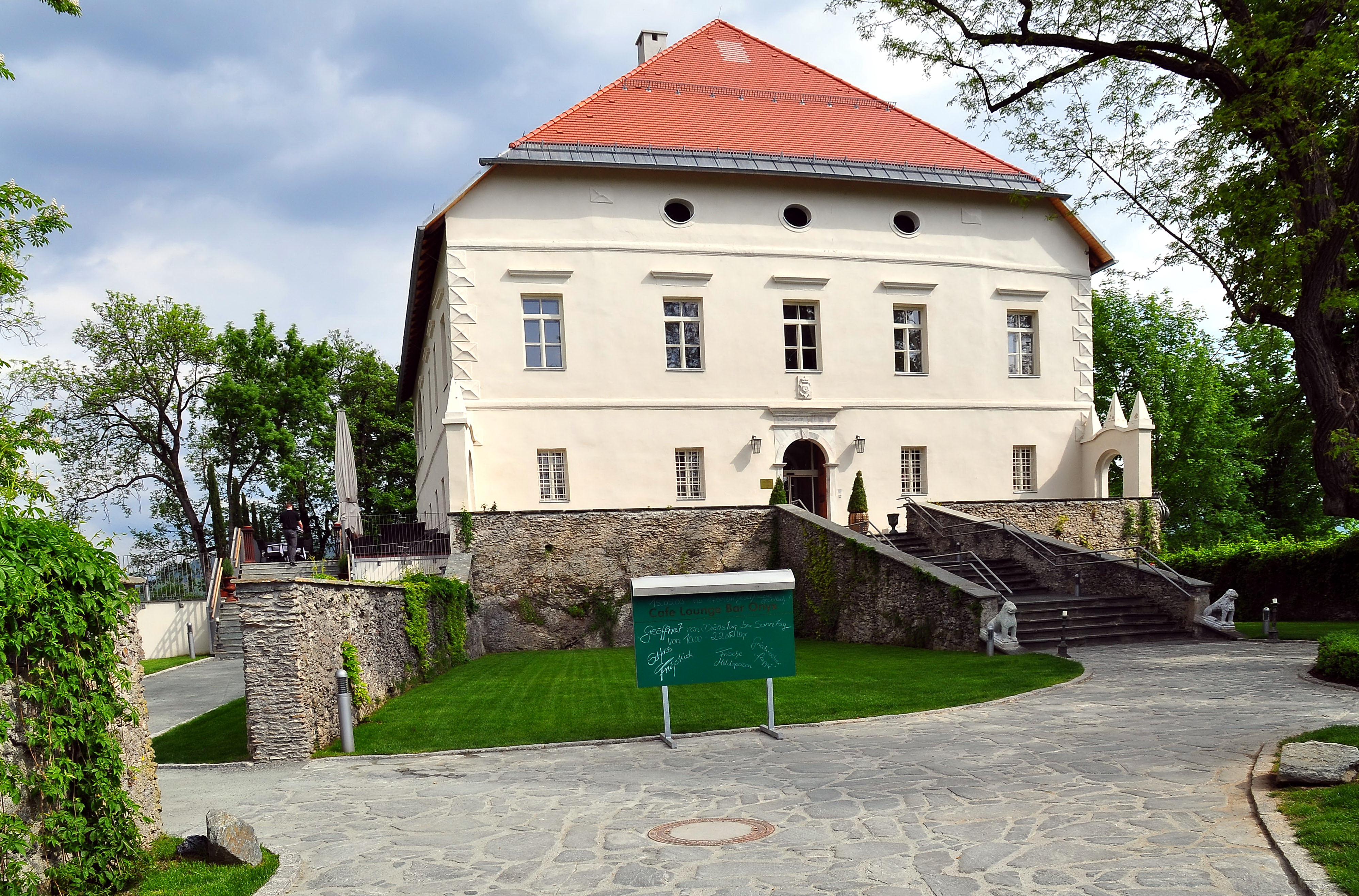
Záme Maria-Loretto (Korutany), rodiště Felixe Orsini-Rosenberga

Pocházel ze starého šlechtického rodu Orsini-Rosenbergů, narodil se do početné rodiny hraběte Bedřicha Orsini-Rosenberga (1801–1887) a jeho manželky Johanny, rozené baronky Jöchlingerové (1815–1892). Felixovým rodištěm byl starobylý zámek Maria-Loretto na břehu jezera Wörthersee v Korutansku, který byl majetkem rodu až do 21. století. Studoval na ženijní akademii a jako poručík začal službu u pěšího pluku č. 50 (1865). V letech 1868–1870 si doplnil vzdělání na Válečné škole (K.u.k. Kriegschule) ve Vídni a v hodnosti rytmistra nastoupil službu u generálního štábu, v roce 1876 získal titul c. k. komořího. Jako plukovník (1887) se stal náčelníkem štábu 11. armádního sboru ve Lvově (1886–1890) a poté 3. armádního sboru ve Štýrském Hradci (1890–1893). V roce 1890 byl členem diplomatické mise, která přispěla k uzavření příměří mezi Srbskem a Bulharskem. V hodnosti generálmajora (1893) se stal velitelem 32. pěší brigády v Sibiu, později velel 9. pěší divizi v Praze. Na této pozici setrval i po povýšení na polního podmaršála (1898), poté přešel jako velitel 36. pěší divize do Záhřebu. V roce 1905 byl jmenován velitelem 13. armádního sboru v Záhřebu, respektive zemským velitelem v Chorvatsku, zemřel však krátce poté.

## Rodina
V roce 1875 se ve Vídni oženil s baronkou Františkou (Fanny) Václavou Hennigerovou ze Seebergu (1853–1932), dcerou c. k. majora Leopolda Hennigera. Františka se později stala dámou Řádu hvězdového kříže. Z jejich manželství se narodily tři děti. Nejstarší dcera Hedvika (1877–1931) byla manželkou hraběte Guidobalda Consolatiho (1870–1935), který působil jako státní úředník v Tridentu. Mladší dcera Gabriela (1879–1951) se provdala za hraběte Pavla Černína z Chudenic (1879–1938), který sloužil v c. k. armádě a zastával nižší posty v diplomacii. Jediný syn Felix (1886–1962) vstoupil do diplomatických služeb Rakouské republiky, v meziválečném období byl rakouským vyslancem v Nizozemí a Egyptě, po druhé světové válce zakončil svoji kariéru jako vyslanec v Belgii a Bulharsku.
Na přelomu 19. a 20. století sloužilo v armádě více členů rodiny Orsini-Rosenbergů, Felixův bratranec Maxmilián Orsini-Rosenberg (1846–1922) byl generálem jízdy a působil jako dlouholetý nejvyšší hofmistr arcivévody Rainera.

## Řády a vyznamenání
Za zásluhy byl nositelem několika vysokých státních vyznamenání, jako příslušník vysoké rakouské šlechty se službou u generálního štábu, v císařské vojenské kanceláři a příležitostný diplomat obdržel také řadu ocenění od zahraničních panovníků. 
- rytíř Leopoldova řádu (Rakousko-Uhersko)
- Řád železné koruny II. třídy (Rakousko-Uhersko)
- Vojenský záslužný kříž (Rakousko-Uhersko)
- Vojenská záslužná medaile (Rakousko-Uhersko)

- Řád lva a slunce I. třídy (Persie)
- Řád sv. Stanislava II. třídy (Rusko)
- Řád svaté Anny II. třídy (Rusko)
- Řád červené orlice III. třídy (Prusko)
- Řád koruny II. třídy (Prusko)
- komandér Řádu Spasitele (Ŕecko)
- Řád rumunské koruny (Rumunsko)
- Řád Takova (Srbsko)
- Řád Isabely Katolické (Španělsko)
- Řád meče (Švédsko)
- komandér Danebrožského řádu (Dánsko)
- Řád Fridrichův (Württembersko)
- Řád württemberské koruny (Württembersko)
- Řád zähringenského lva (Bádensko)